# Zevenblad-associatie
De zevenblad-associatie (Urtico-Aegopodietum) is een associatie uit het verbond van look-zonder-look (Galio-Alliarion). De associatie omvat eutrafente zoomgemeenschappen.

## Naamgeving en codering
- Syntaxoncode voor Nederland (rVvN): r34Aa05
- BWK-karteringscode: hr

De wetenschappelijke naam Urtico-Aegopodietum is afgeleid van de botanische namen van twee belangrijke diagnostische soorten binnen de associatie. Het betreft de klassekensoort grote brandnetel (Urtica dioica) en de associatiekensoort zevenblad (Aegopodium podagraria).

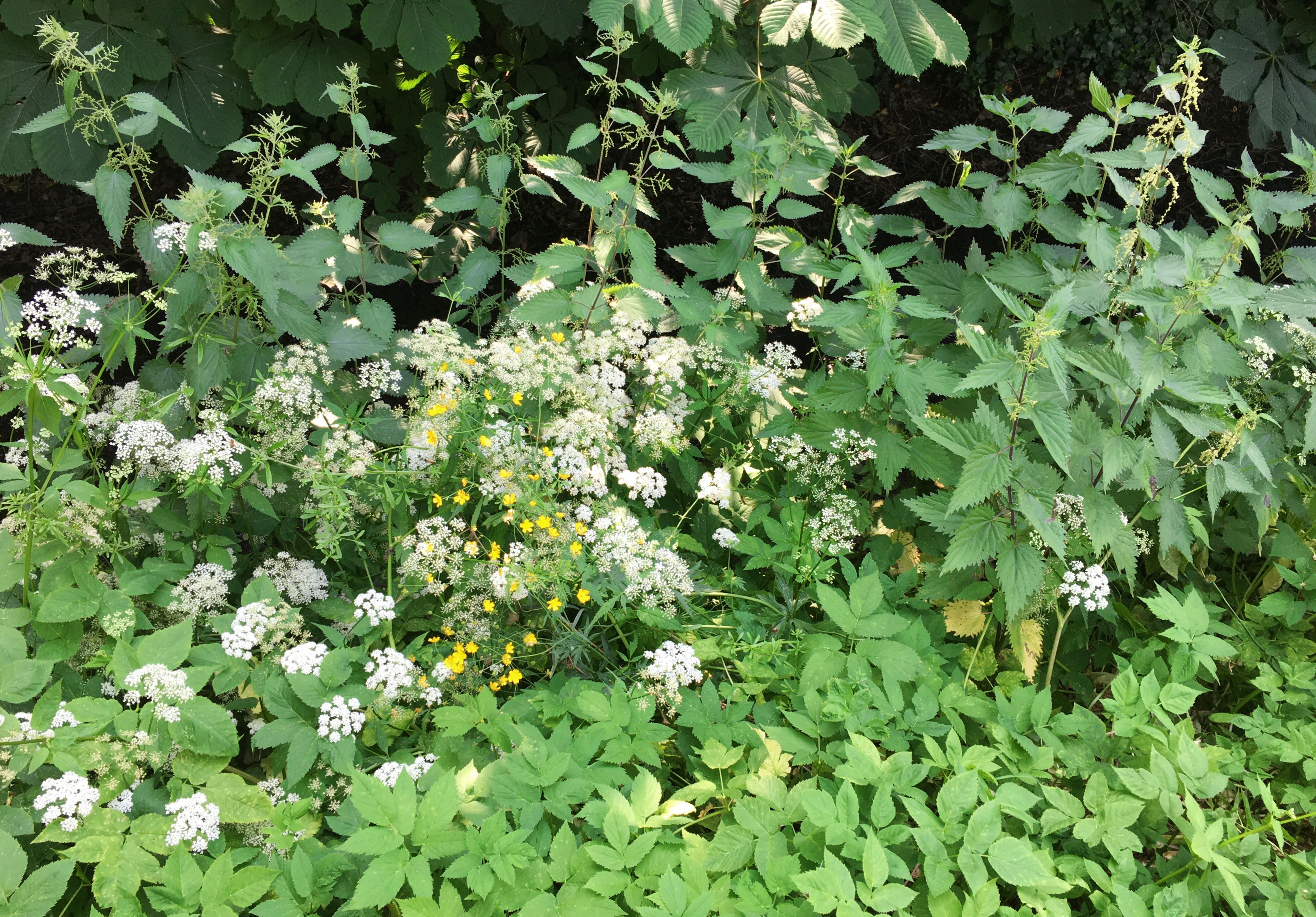
De zevenblad-associatie met codominantie van beide naamgevende soorten in bloei.

## Fysiognomie
Net zoals bij de meeste andere associaties uit het verbond van look-zonder-look zijn het in de zevenblad-associatie dikwijls witbloemige (ruigte)kruiden die het vegetatieaspect bepalen. In het bijzonder is de associatiekensoort zevenblad de dominerende en veelal de aspectbepalende soort waaraan de associatie relatief makkelijk te herkennen is.

### Symmorfologie
De zevenblad-associatie manifesteert zich doorgaans in de formatie van een lage ruigte. Afhankelijk van de trofiegraad kan de vegetatiehoogte variëren van ongeveer 0,20–1,50 m. De associatie vormt richting haar fenologisch optimum een zeer dichte vegetatiestructuur met een volledig gesloten kruidlaag. 
De associatie kan zowel lintvormig als vlakdekkend optreden. Meestal komt zij lintvormig voor als zoom; daarnaast is zij ook vaak lintvormig ontwikkeld in bermen, stadsparken, op greppeltaluds en langs kleine watergangen. Vlakdekkend ontwikkelt de associatie zich vooral in tuinen, boomgaarden, boomweiden en in open plekken in loofbossen.

## Ecologie

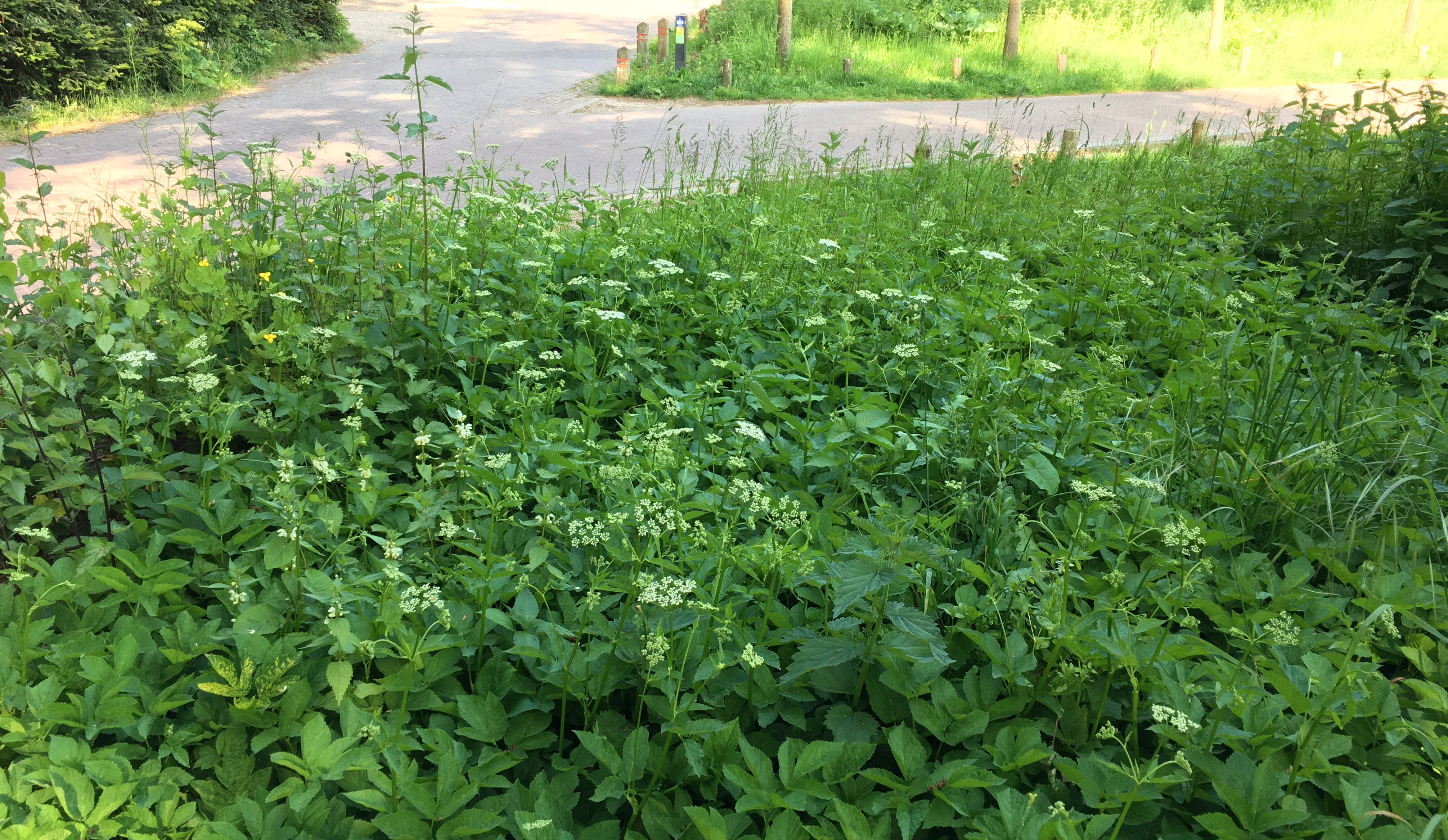
De zevenblad-associatie in een beschaduwde berm van een laan.

De zevenblad-associatie komt voor op humeuze, (zeer) eutrofe tot meso-eutrofe, vochthoudende minerale gronden. De associatie kan zich ook op veengronden ontwikkelen wanneer deze sterk zijn veraard en met zand of klei zijn vermengd. In het bijzonder geeft deze gemeenschap de voorkeur aan fosfaatrijke standplaatsen. De relatief hoge trofiegraad van de bodem waarbij deze associatie gebaat is kan zowel het gevolg zijn van natuurlijke als antropogene standplaatsfactoren. Lichte verstoringen van de bodem, zoals lichte grondbewerking, komen deze associatie ten goede.
Vegetatie van de zevenblad-associatie kan voor veel algemeen voorkomende kleine dieren en schimmels een belangrijk habitat vormen. Zo is de zevenblad-associatie vaak een belangrijke plek waar veel algemene vlindertaxa opgroeien. Ook voor de klonterige zevenbladmineervlieg is de associatie van groot belang. Schimmelsoorten waaronder bijvoorbeeld zevenbladpuntkogeltje, zevenbladroest en zevenbladgist worden relatief vaak in de associatie aangetroffen.

## Subassociaties in Nederland en Vlaanderen
Van de zevenblad-associatie worden in Nederland en Vlaanderen vier subassociaties onderscheiden. Deze worden hieronder nader beschreven.

### Subassociatie met look-zonder-look

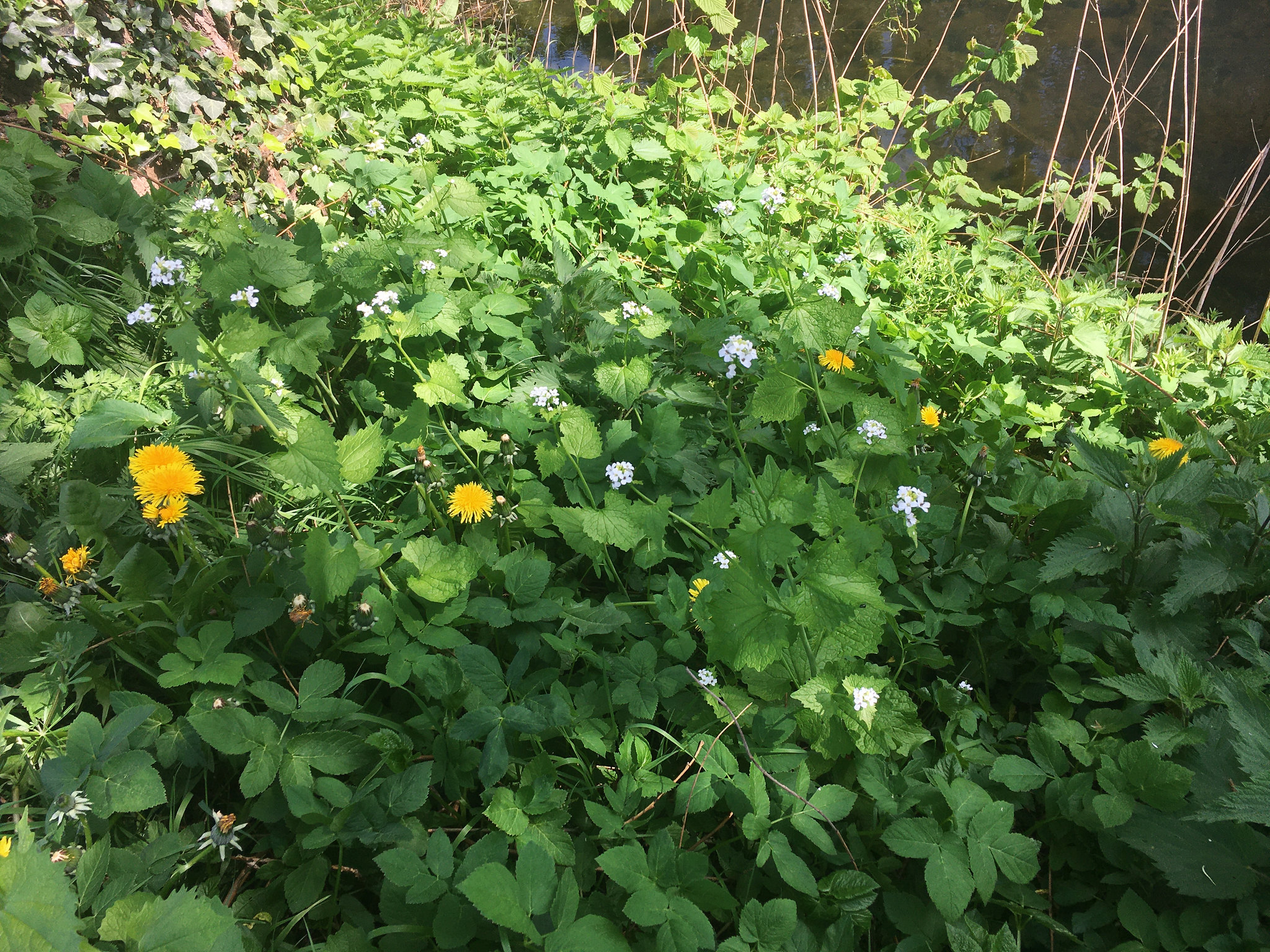
Close-up van een voorjaarsaspect van de subassociatie met look-zonder-look.

Een subassociatie met look-zonder-look (Urtico-Aegopodietum alliarietosum) komt veel voor bij lanen en bosranden op eutrofe bodems. Differentiërende soorten voor deze subassociatie zijn look-zonder-look, klimop, geel nagelkruid, robertskruid en drienerfmuur. Voorts vindt dagkoekoeksbloem (binnen de associatie) hier haar optimum. De vegetatie vertoont een opvallende floristische en symmorfologische verwantschap met de subassociatie van look-zonder-look en dolle kervel met geel nagelkruid (Alliario-Chaerophylletum geetosum), waarmee het soms ook in contact kan staan. De subassociatie met look-zonder-look kent vergeleken met de andere subassociaties het meest kleurrijke vegetatieaspect en tevens het hoogste aandeel aan drachtplanten. Ook is de moslaag – die hier gedomineerd wordt door slaapmossen – aanzienlijk beter ontwikkeld dan bij de andere subassociaties. In Nederland (conform de rVvN) gebruikt men voor deze subassociatie de syntaxoncode r34Aa05a.

### Subassociatie met witbol

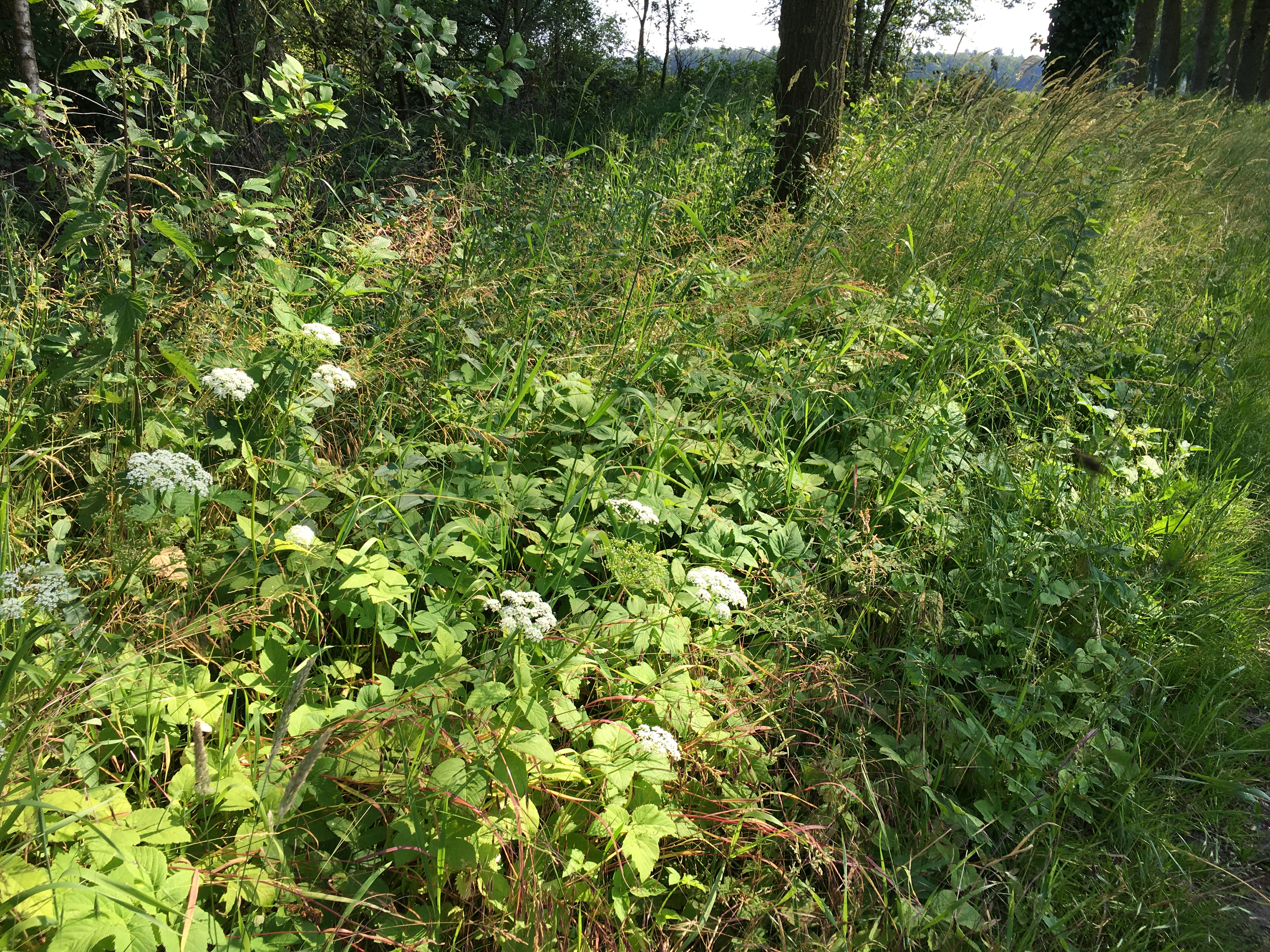
Vroeg zomeraspect van de subassociatie met witbol, hier als zoom van een bos.

Een subassociatie met witbol (Urtico-Aegopodietum holcetosum) wordt gekenmerkt door een meer meso-eutrafent tot zelfs mesotrafent karakter en bezet dan ook de standplaatsen met de laagste zuur- en trofiegraad binnen de ecologische amplitude van de associatie. Het komt vooral voor in relatief schrale, beschaduwde bermen op zand- en leemgronden. De subassociatie staat veelal in contact met gemeenschappen uit de glanshaver-orde en/of de klasse van gladde witbol en havikskruiden. Van alle subassociaties van de zevenblad-associatie heeft deze het meest grazige vegetatieaspect. Differentiërende taxa zijn gestreepte witbol, rood zwenkgras, veldzuring, heermoes, gewoon struisgras, duizenblad en gewoon reukgras. Ten opzichte van de subassociatie met look-zonder-look en de arme subassociatie zijn hier ook gladde witbol, scherpe boterbloem, smalle weegbree, veldbeemdgras en vogelwikke differentiërend. De syntaxoncode van deze subassociatie voor Nederland (conform de rVvN) is r34Aa05b.

### Arme subassociatie
De arme subassociatie (Urtico-Aegopodietum inops) is zeer soortenarm en gedraagt zich in relatie tot de andere subassociaties nog meer als een uitgesproken storingsgemeenschap. De vegetatie komt tot ontwikkeling op ruderale, zeer eutrofe tot zelfs hypertrofe standplaatsen. De gemeenschap wordt vaak aangetroffen in/bij plantsoenen, siertuinen, groentetuinen en akkerranden. In vergelijking met de andere subassociaties verdraagt deze ook meer zonlicht. De arme subassociatie kent geen (bruikbare) differentiërende taxa. Wel bereikt grote brandnetel hier haar hoogste bedekking en valt de vaak hoge presentie van verwilderde tuinplanten (waaronder ook bolgewassen) op. In Nederland (conform de rVvN) gebruikt men voor deze subassociatie de syntaxoncode r34Aa05c.

### Subassociatie met groot hoefblad
Een subassociatie met groot hoefblad (Urtico-Aegopodietum petasitetosum) wordt gedifferentieerd door groot hoefblad, die hier vaak dominant is en een zeer hoge bedekking kan bereiken. Deze subassociatie vindt men vooral langs beken en overige kleine watergangen met stromend water. De syntaxoncode voor Nederland (rVvN) voor deze subassociatie is r34Aa05d.

## Verspreiding
Het exacte verspreidingsgebied van de zevenblad-associatie op Aarde is nog niet bekend. Men veronderstelt dat de associatie een groot Europees en West-Aziatisch verspreidingsgebied kent, waarin de associatie hoogstwaarschijnlijk ontbreekt in gebieden met een toendraklimaat of mediterraan klimaat. Veel vegetatiekundigen vermoeden dat de verspreiding van de zevenblad-associatie ruwweg overeen zal komen met het natuurlijke verspreidingsgebied van zevenblad.
In Nederland en Vlaanderen is de zevenblad-associatie een zeer algemene verschijning in alle floradistricten. Het is alhier de meest voorkomende associatie uit de klasse van nitrofiele zomen en bovendien een van de meest voorkomende associaties in het cultuurlandschap van West- en Centraal-Europa. Buiten het winterbed van de rivieren duidt de associatie altijd op antropogene factoren waaronder de aanvoer van nutriënten of ruderale invloeden. 

## Vegetatiezonering
In de vegetatiezonering kan de zevenblad-associatie als contactgemeenschap worden aangetroffen met een zeer groot aantal andere syntaxa. Het vaakst, en tevens in haar meest natuurlijke zoneringspatroon, komt de associatie voor als zoom langs gemeenschappen van de sleedoorn-orde en de klasse van eiken- en beukenbossen op voedselrijke grond. Echter kan de zevenblad-associatie onder invloed van bemesting ook zoomvormend optreden langs vegetatie van de brummel-klasse en de klasse van eiken- en beukenbossen op voedselarme grond. In het bijzonder de subassociatie met witbol staat vaak in contact met de glanshaver-orde en/of de klasse van gladde witbol en havikskruiden. Verder kan de zevenblad-associatie contactgemeenschappen vormen met andere gemeenschappen uit haar klasse.

## Diagnostische taxa
In de onderstaande synoptische tabel staan de belangrijkste diagnostische taxa van de zevenblad-associatie voor Nederland en Vlaanderen.
Kruidlaag
| Kentaxon | Diff.soort | Presentie | Triviale naam        | Botanische naam       | Opmerking | Afbeelding |
| -------- | ---------- | --------- | -------------------- | --------------------- | --------- | ---------- |
| kA       | -          | 100%      | zevenblad            | Aegopodium podagraria |           |            |
| kK       | -          | 82%       | grote brandnetel     | Urtica dioica         |           |            |
| kK       | -          | 48%       | kleefkruid           | Galium aparine        |           |            |
| kK       | -          | 47%       | hondsdraf            | Glechoma hederacea    |           |            |
| kK       |            | 11%       | look-zonder-look     | Alliaria petiolata    |           |            |
| kK       |            | 4%        | gevlekte dovenetel   | Lamium maculatum      |           |            |
| bg       |            | 54%       | kropaar              | Dactylis glomerata    |           |            |
| bg       |            | 50%       | ruw beemdgras        | Poa trivialis         |           |            |
| bg       |            | 48%       | fluitenkruid         | Anthriscus sylvestris |           |            |
| bg       |            | 44%       | kweek                | Elymus repens         |           |            |
| bg       |            | 42%       | kruipende boterbloem | Ranunculus repens     |           |            |
| bg       |            | 30%       | ridderzuring         | Rumex obtusifolius    |           |            |
| bg       |            | 28%       | witte dovenetel      | Lamium album          |           |            |
| bg       |            | 26%       | gewone berenklauw    | Heracleum sphondylium |           |            |
| bg       | -          | 24%       | glanshaver           | Arrhenatherum elatius |           |            |
| bg       | -          | 22%       | gestreepte witbol    | Holcus lanatus        |           |            |
| bg       | -          | 22%       | paardenbloem         | Taraxacum spp.        |           |            |
| bg       | -          | 19%       | gladde witbol        | Holcus mollis         |           |            |
| bg       | -          | 18%       | heermoes             | Equisetum arvense     |           |            |
| bg       | -          | 18%       | vogelmuur            | Stellaria media       |           |            |
| bg       | -          | 17%       | haagwinde            | Convolvulus sepium    |           |            |
| bg       | -          | 17%       | akkerdistel          | Cirsium arvense       |           |            |

Moslaag
| Kentaxon | Diff.soort | Presentie | Triviale naam    | Botanische naam         | Opmerking | Afbeelding |
| -------- | ---------- | --------- | ---------------- | ----------------------- | --------- | ---------- |
| bg       | -          | -         | gewoon dikkopmos | Brachythecium rutabulum |           |            |

## Fotogalerij

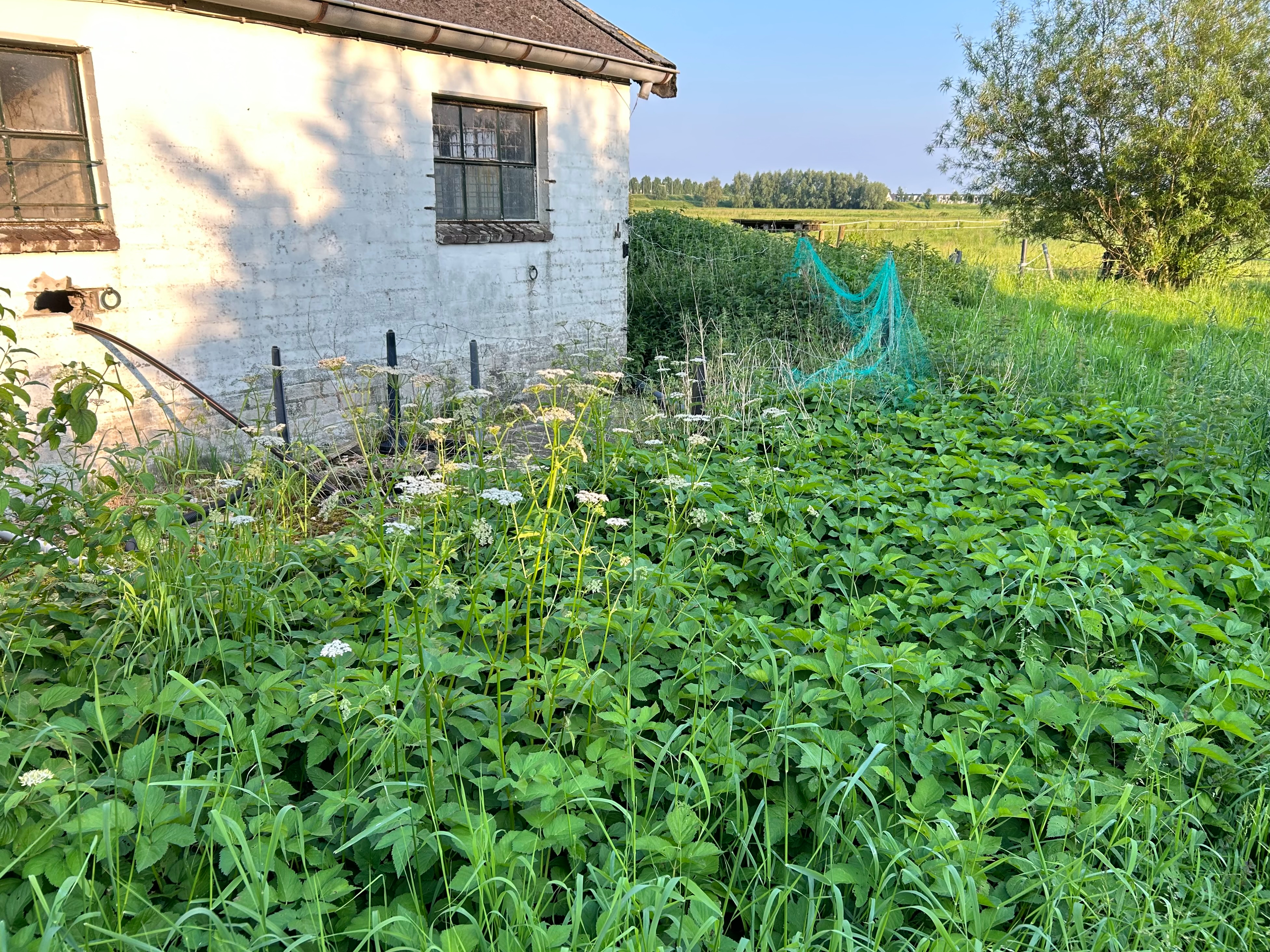
De arme subassociatie in een verlaten moestuin
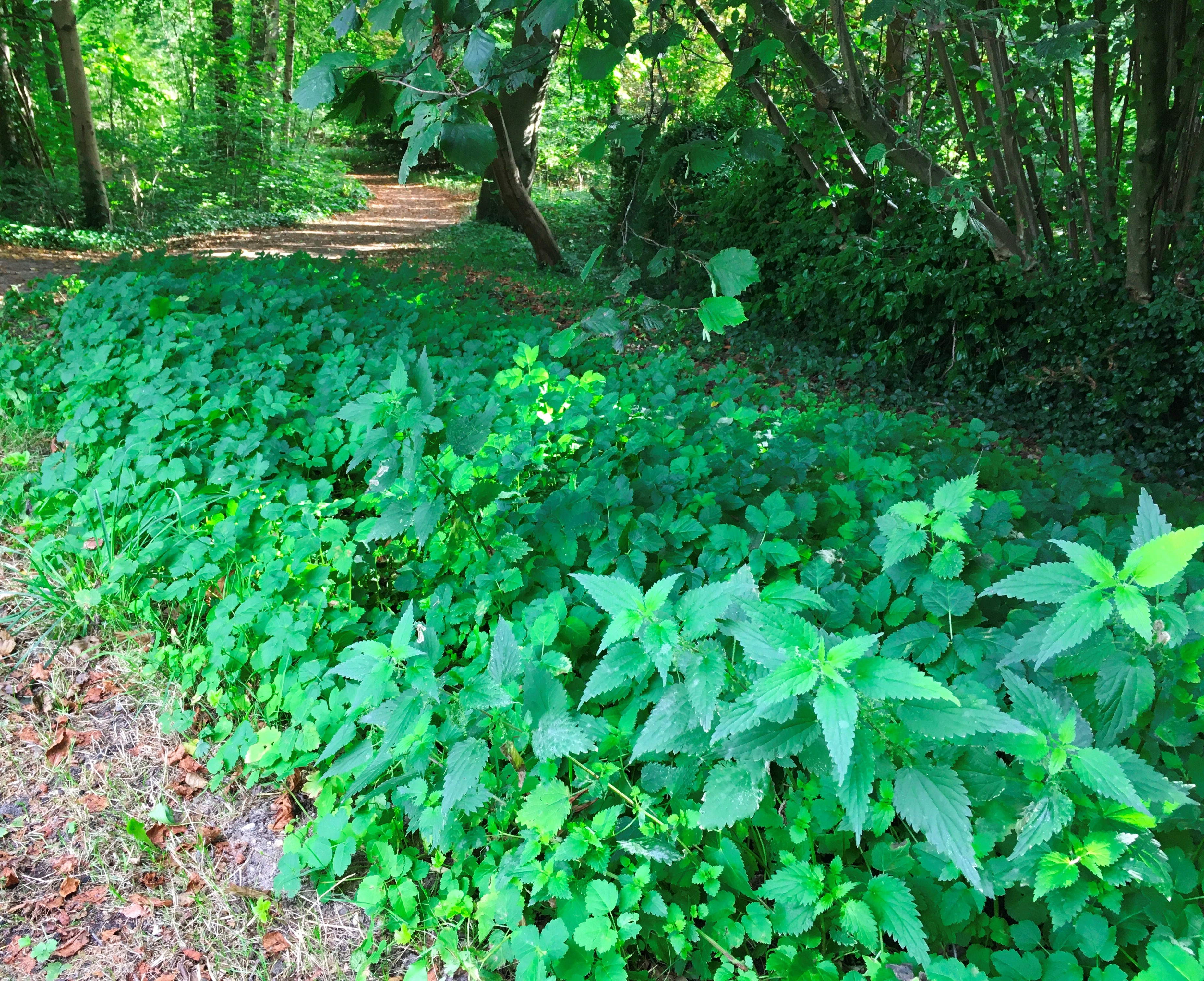
De arme subassociatie, als zoom (vroeg herfstaspect)
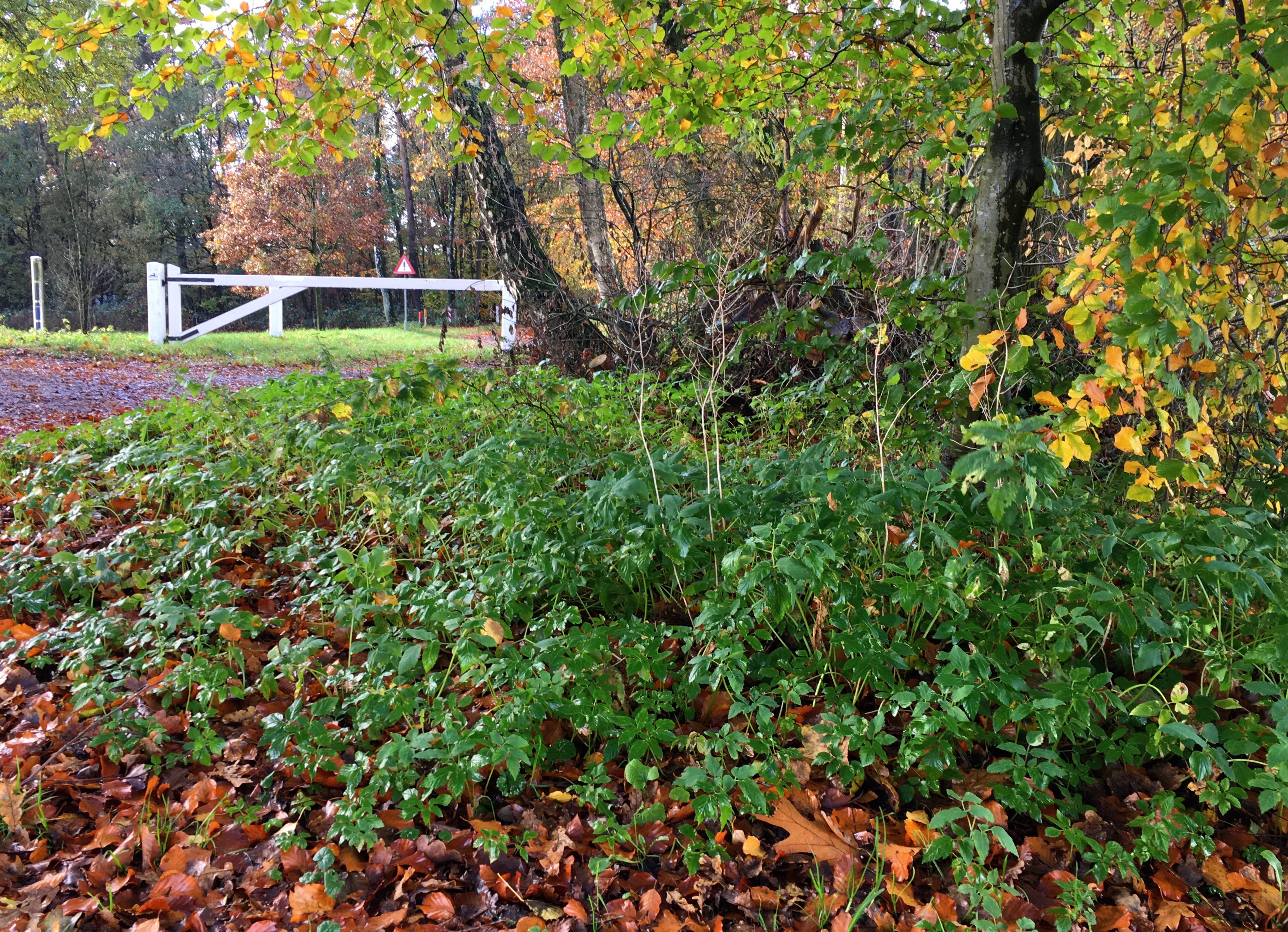
Herfstaspect van de associatie als zoom van een geëutrofieerde bosrand
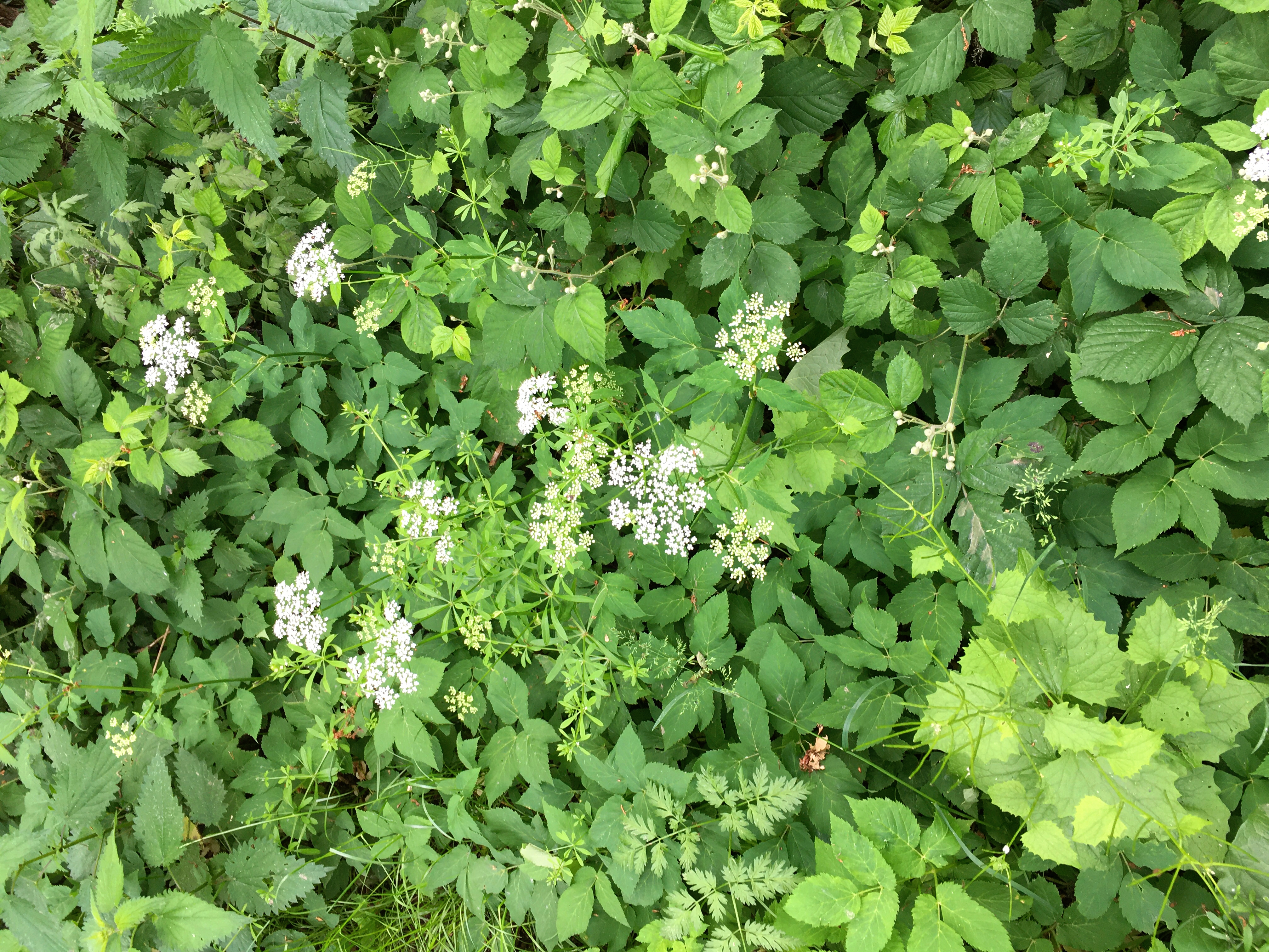
Subassociatie met look-zonder-look (laat voorjaarsaspect)
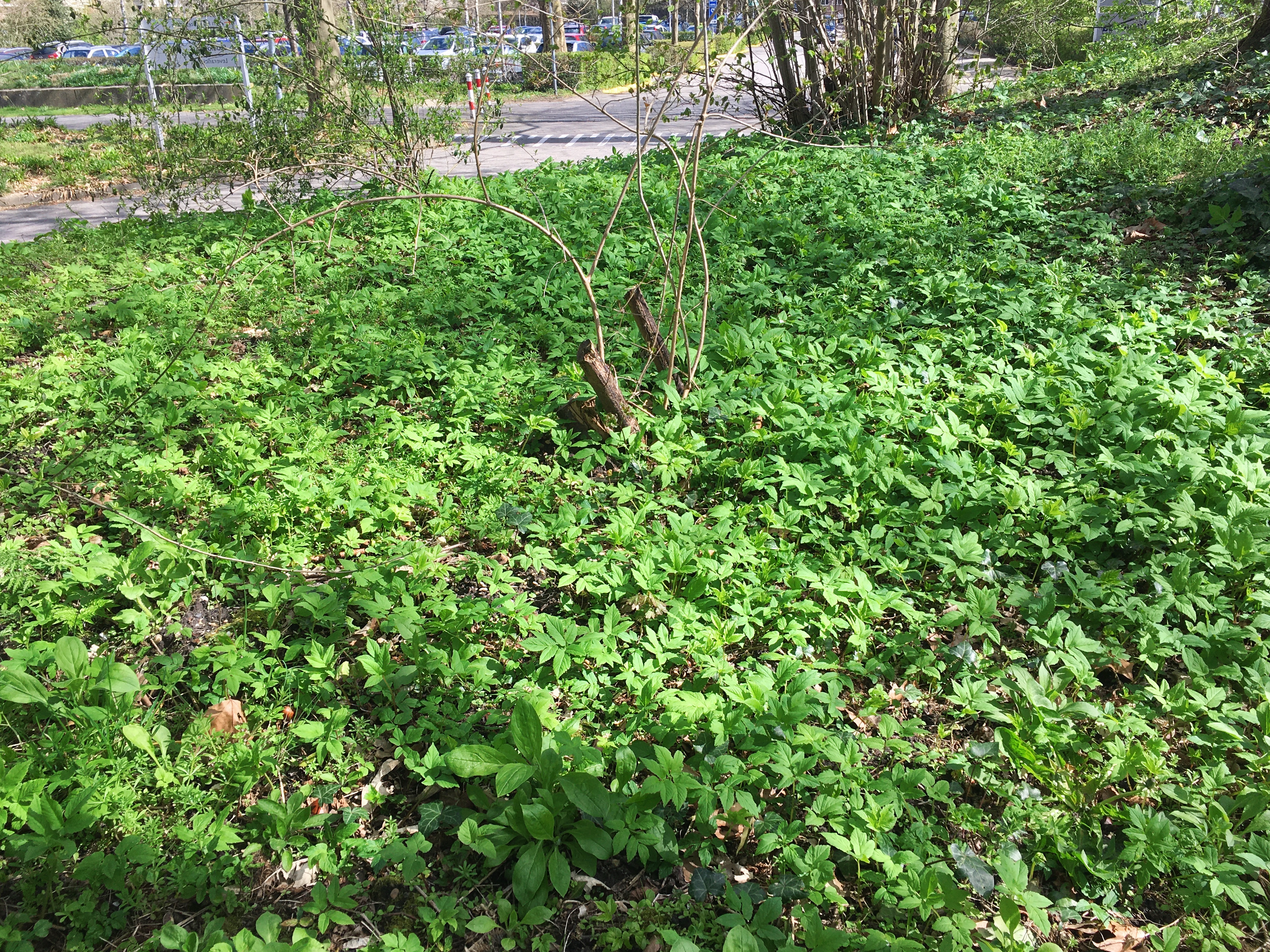
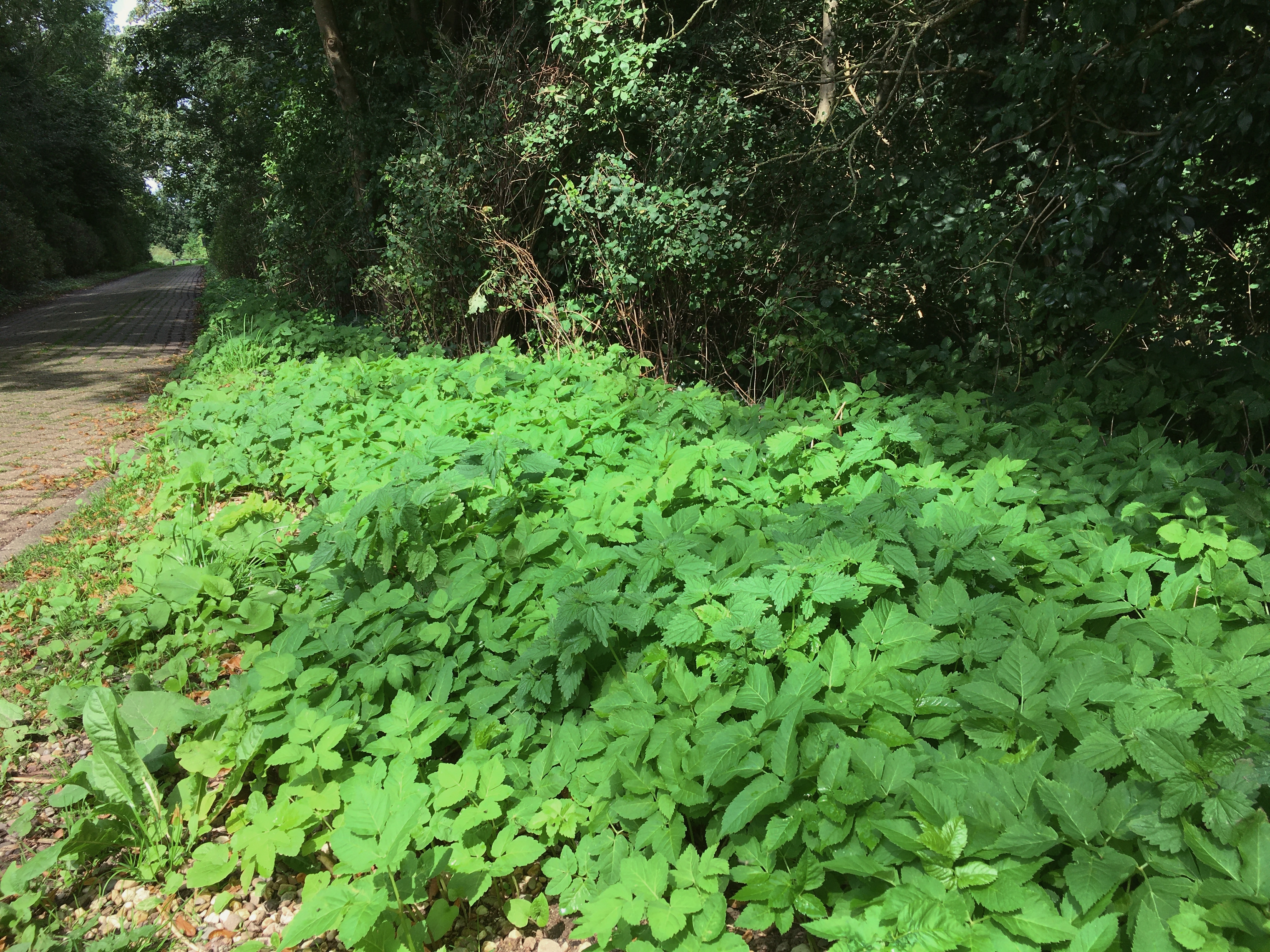
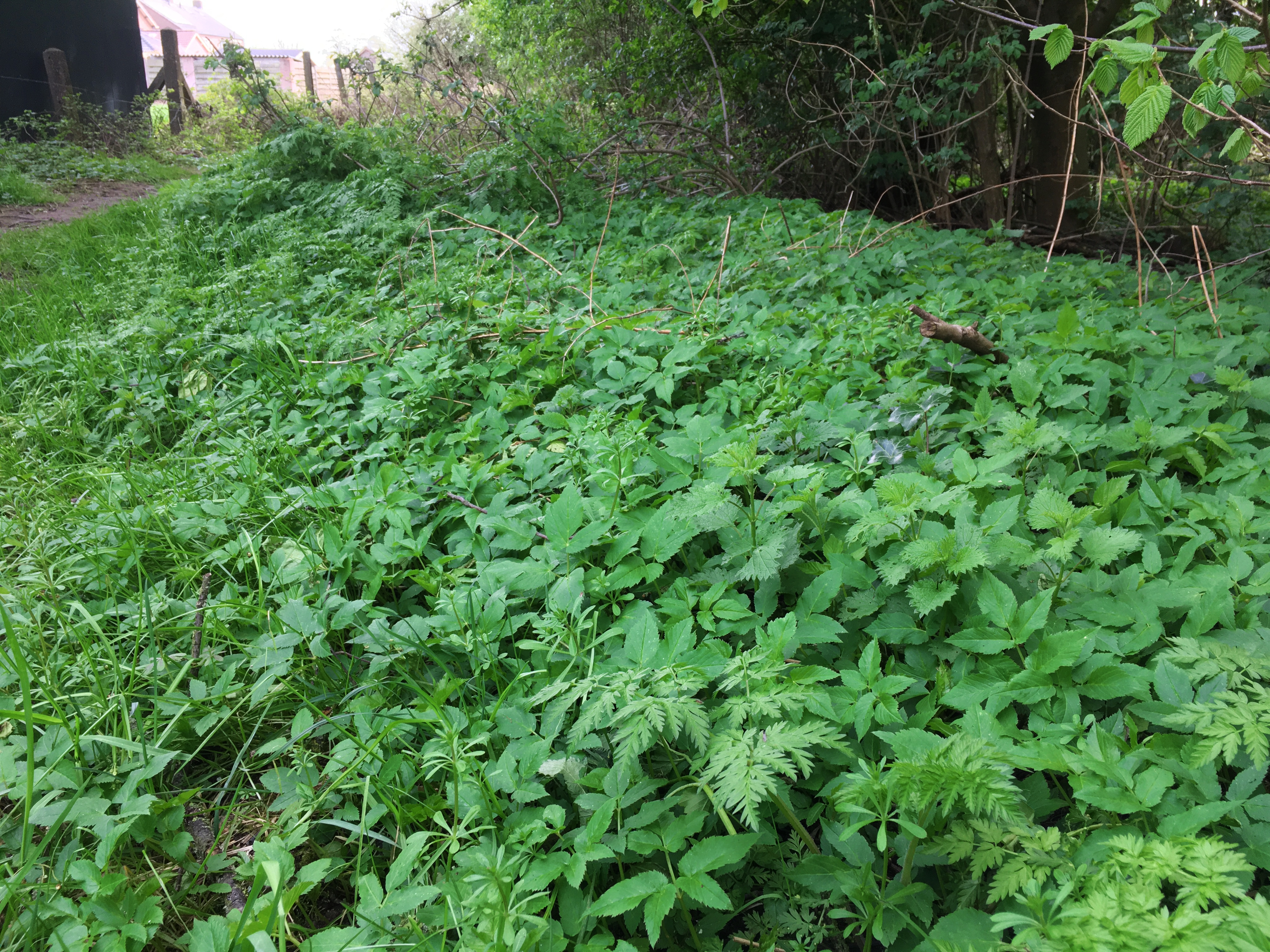

Orde: Glechometalia (orde van nitrofiele zomen)

Verbond: Galio-Alliarion (verbond van look-zonder-look)

Associaties:
Claytonio-Anthriscetum caucalidis (associatie van fijne kervel en winterpostelein)
Torilidetum japonicae (heggendoornzaad-associatie)
Urtico-Cruciatetum (kruisbladwalstro-associatie)
Alliario-Chaerophylletum (associatie van look-zonder-look en dolle kervel)
Urtico-Aegopodietum (zevenblad-associatie)
Heracleo-Sambucetum ebuli (kruidvlier-associatie)

Orde: Circaeo-Stachyetalia sylvaticae (bosandoorn-orde)

Verbond: Atropion bellae-donnae (wolfskers-verbond)

Associaties:
Atropo-Epilobietum (associatie van ruig hertshooi en koninginnekruid)